# VPS4A
VPS4A (англ. Vacuolar protein sorting 4 homolog A) – білок, який кодується однойменним геном, розташованим у людей на короткому плечі 16-ї хромосоми. Довжина поліпептидного ланцюга білка становить 437 амінокислот, а молекулярна маса — 48 898.
| 10         |  | 20         |  | 30         |  | 40         |  | 50         |
| ---------- |  | ---------- |  | ---------- |  | ---------- |  | ---------- |
| MTTSTLQKAI |  | DLVTKATEED |  | KAKNYEEALR |  | LYQHAVEYFL |  | HAIKYEAHSD |
| KAKESIRAKC |  | VQYLDRAEKL |  | KDYLRSKEKH |  | GKKPVKENQS |  | EGKGSDSDSE |
| GDNPEKKKLQ |  | EQLMGAVVME |  | KPNIRWNDVA |  | GLEGAKEALK |  | EAVILPIKFP |
| HLFTGKRTPW |  | RGILLFGPPG |  | TGKSYLAKAV |  | ATEANNSTFF |  | SVSSSDLMSK |
| WLGESEKLVK |  | NLFELARQHK |  | PSIIFIDEVD |  | SLCGSRNENE |  | SEAARRIKTE |
| FLVQMQGVGN |  | NNDGTLVLGA |  | TNIPWVLDSA |  | IRRRFEKRIY |  | IPLPEEAARA |
| QMFRLHLGST |  | PHNLTDANIH |  | ELARKTEGYS |  | GADISIIVRD |  | SLMQPVRKVQ |
| SATHFKKVCG |  | PSRTNPSMMI |  | DDLLTPCSPG |  | DPGAMEMTWM |  | DVPGDKLLEP |
| VVCMSDMLRS |  | LATTRPTVNA |  | DDLLKVKKFS |  | EDFGQES    |  |            |

A: Аланін

C: Цистеїн

D: Аспарагінова кислота

E: Глутамінова кислота

F: Фенілаланін

G: Гліцин

H: Гістидин

I: Ізолейцин

K: Лізин

L: Лейцин

M: Метіонін

N: Аспарагін

P: Пролін

Q: Глутамін

R: Аргінін

S: Серин

T: Треонін

V: Валін

W: Триптофан

Кодований геном білок за функціями належить до гідролаз, фосфопротеїнів. 
Задіяний у таких біологічних процесах, як транспорт, транспорт білків, клітинний цикл, поділ клітини, ацетилювання. 
Білок має сайт для зв'язування з АТФ, нуклеотидами. 
Локалізований у мембрані, ендосомах.